# Нижнетагильский металлургический комбинат
Нижнетаги́льский металлурги́ческий комбина́т им. В. И. Ленина (НТМК; ранее Ново-Тагильский металлургический завод, НТМЗ) (РТС: NTMK
) — градообразующее предприятие Нижнего Тагила, Свердловской области, один из крупнейших металлургических комплексов России.

## История
В мае 1930 года Всесоюзное объединение «Сталь» поручило Гипромезу приступить к проектированию Ново-Тагильского металлургического завода.
Строительство завода началось в марте 1931 года. В 1934 году строительство завода было заморожено из-за необходимости пересмотреть и изменить план строительства. Стройка возобновилась только в начале 1939 года.
В 1937 году был назначен первый директор завода — Белов Виталий Григорьевич.
25 июня 1940 года на Ново-Тагильском металлургическом заводе был получен первый чугун. Эта дата считается днем основания завода.
В связи с началом Великой Отечественной войны завод был переведен на производство броневой стали, а на его территории расположили несколько эвакуированных производств.
В 1957 году металлургические предприятия города объединяются с НТМЗ и образуют Нижнетагильский металлургический комбинат.
21 апреля 1960 года комбинату присвоено имя В. И. Ленина.
В октябре 1974 года была выплавлена сто миллионная тонна чугуна; введен в эксплуатацию крупнейший в мире блюминг «1500».
31 декабря 1991 года зарегистрировано АО «НТМК».
В 1995 году контрольный пакет акций НТМК получила компания «Евраз Групп».
В 2001 году НТМК стал частью холдинга «Евраз Групп».
В 2003 году началась реконструкция нескольких цехов комбината.
ЕВРАЗ НТМК как производитель железнодорожных колес в 2012 году получил сертификаты Deutsche Bahn и AAR, в 2016 году сертификаты TSI от VUZ.
В 2020 году в честь 80-летия комбината была заложена электронная капсула с видеопосланиями. Капсула размещена на специальном сайте, послания станут доступны на 100-летие предприятия в 2040 году.

## Собственники и руководство
Контрольный пакет акций предприятия принадлежит российской металлургической компании «Евраз Груп».
После предоставления кредита $1,8 млрд «Евразу» представители ВЭБ в феврале 2009 года вошли в состав совета директоров НТМК для контроля над расходованием компанией предоставленных кредитов.

## Деятельность
В настоящее время в состав НТМК входят коксохимическое, доменное, сталеплавильное, прокатное, кислородное производства. На комбинате работает единственный в России и СНГ универсально-балочный стан по выпуску широкополочных балок и колонных профилей с высотой профиля от 150 до 1000 мм. В сортаменте цеха более 300 металлопрофилей двутавров. Также на стане выпускается шпунт Ларсена, который используется для укрепления береговой линии.
Предприятие производит ванадиевый чугун, ванадиевый шлак, поставляемый на другое предприятие ЕВРАЗа — ЕВРАЗ Ванадий Тула, где используется как сырьё для получения феррованадия. Выпускается металлопрокат для железнодорожного транспорта — в частности, все основные профили для вагоностроения, в том числе рельсы и колеса (колесобандажный и рельсобалочный цеха). Комбинат поставляет заготовки для трубопрокатного производства и конструкционный металлопрокат для машиностроения.
В начале 2008 года предприятие освоило выпуск новых марок стали, которые могут использоваться в производстве труб большого диаметра для магистральных газопроводов. На ЕВРАЗ НТМК освоено более 1200 марок стали.
Основная рудная база завода — Гусевогорское месторождение (город Качканар).

### Финансовые показатели
Выручка за январь-сентябрь 2008 года по РСБУ — 98,626 млрд руб. (рост на 34 % в сравнении с 2007), чистая прибыль — 30,622 млрд руб. (рост в 1,7 раза). Отрицательное влияние на увеличение прибыли от реализации продукции оказал факт увеличения себестоимости.

### Реконструкция
9 апреля 2018 года запущена новая доменная печь № 7.
В июле 2020 года введена в работу обновленная доменная печь № 6.

## Награды
- Орден Трудового Красного Знамени (30.09.1943) — за успешное выполнение заданий ГКО по увеличению выпуска коксохимической продукции
- Орден Ленина (02.02.1966) — за досрочное выполнение заданий семилетнего плана и освоение новых производственных мощностей
- Орден Октябрьской Революции (25.12.1975) — за высокие показатели в девятой пятилетке
- Орден Отечественной войны 1-й степени (04.05.1985) — в связи с 40-летием Победы в Великой Отечественной войны за заслуги в обеспечении оборонной промышленности в 1941—1945 гг.

- Вид с Лисьей горы, НТМК на дальнем плане
- Доменный цех
- Доменный цех
- Чугуновоз в доменном цехе
- Бункера доменного цеха
- Выпуск чугуна из доменной печи